# Kristin Kreuk

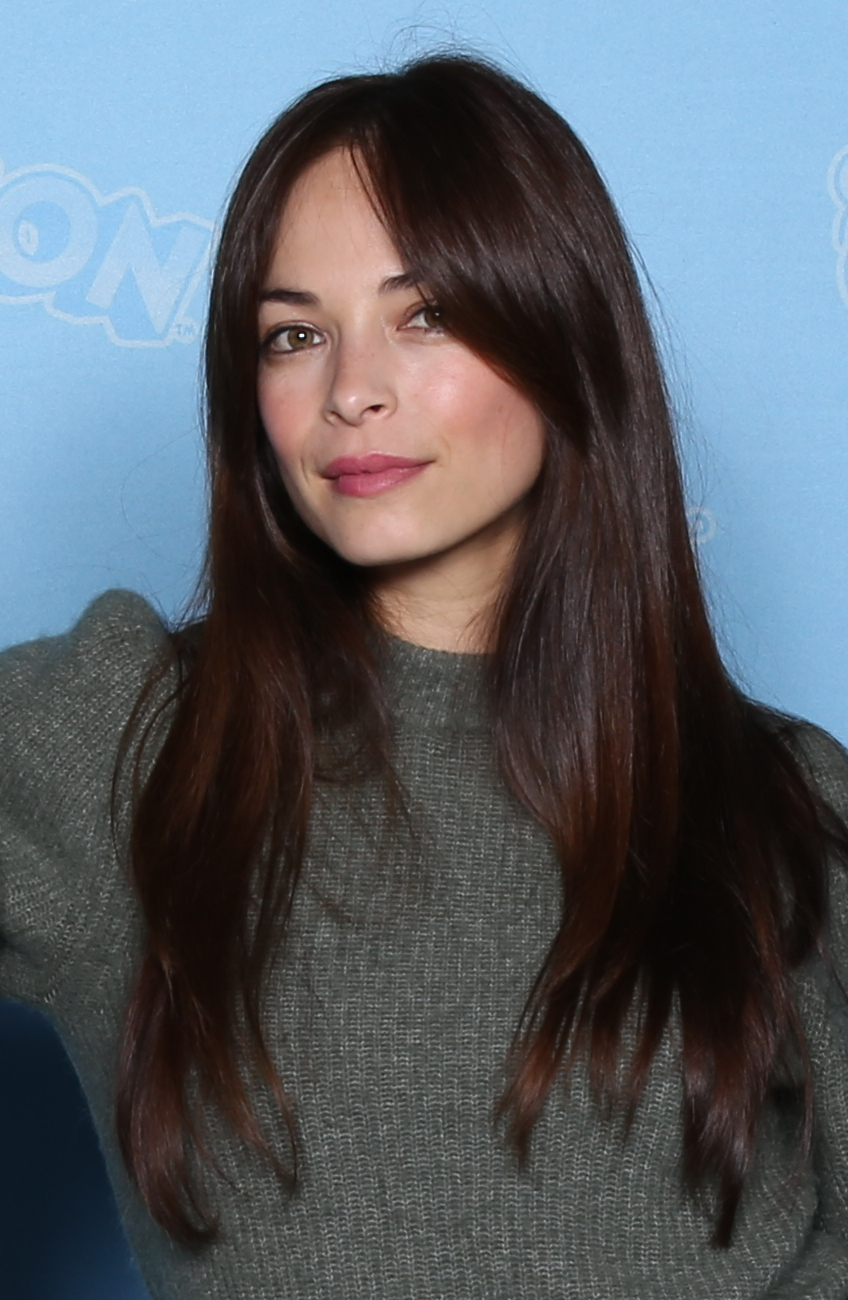
Kristin Kreuk (2022)

Kristin Laura Kreuk (* 30. Dezember 1982 in Vancouver) ist eine kanadische Schauspielerin und Model. Bekannt ist sie vor allem für ihre Rollen in den US-amerikanischen Serien Smallville und Beauty and the Beast.

## Leben

### Kindheit und Jugend
Die Eltern von Kreuk sind Landschaftsarchitekten. Ihr Vater Peter Kreuk ist niederländischer Abstammung, die Mutter Deanna Che ist aus Indonesien, kommt ursprünglich aber aus China. Ihre Großmutter mütterlicherseits ist wiederum Jamaika-Chinesin. Kreuk hat eine jüngere Schwester namens Justine, die 1986 geboren wurde.
Kreuk hatte schon erste Pläne für ihre Zukunft und wollte entweder (forensische) Psychologie, Umwelttechnik oder Rechtsmedizin an der Simon Fraser University studieren, als ein Casting-Beauftragter der Canadian Broadcasting Corporation (CBC) im Jahr 2000 bei ihrer High School anrief und nach einem exotisch aussehenden Mädchen suchte, das Laurel Yeung in der Jugend-Seifenoper Edgemont spielen sollte. Kreuk, die – mit Ausnahme von Schultheater – noch keine Schauspielerfahrung hatte, wurde von ihrer Theaterlehrerin für die Rolle vorgeschlagen. Zu ihrer eigenen Überraschung wurde sie ausgewählt.

### Film- und Fernsehkarriere
Nachdem die erste Staffel von Edgemont abgedreht war und sie bereits einen eigenen Agenten hatte, bekam Kreuk die Hauptrolle als Snow White in dem Fernsehfilm Snow White: The Fairest of Them All. Der Film, in dem auch Miranda Richardson mitspielte, wurde in Vancouver gedreht und am 17. März 2002 zum ersten Mal auf ABC ausgestrahlt.
Nach Snow White sandte Kreuks Agent ein Bewerbungsvideo an die Drehbuchautoren Alfred Gough und Miles Millar, die gerade Leute für ihre neue Serie Smallville suchten, die sie für den US-Fernsehsender The WB produzierten. Die Serie sollte in Vancouver gedreht werden und handelte von der Jugend des Clark Kent alias Superman. Gough und Millar luden Kreuk in die WB-Studios in Burbank, Kalifornien, ein, wo sie für die Rolle der Lana Lang – Clark Kents großer Liebe vor Lois Lane – vorsprechen sollte. Anfänglich wollte Kreuk die Rolle nicht spielen, da Lana eine hinreißende, populäre Cheerleaderin war und sie deshalb dachte, dass sie in der Rolle eine „oberflächliche Idiotin“ spielen müsse. Nachdem sie aber die Friedhofszene im Drehbuch gelesen hatte, war sie begeistert, und als ihr die Rolle angeboten wurde, sagte sie sofort zu. Sie erhielt als erste ihre Rolle in der Serie, noch vor ihren Schauspielerkollegen Tom Welling, Michael Rosenbaum und Allison Mack. Kreuk trat von 2001 bis 2008 – Staffel 1 bis 7 – in der Rolle der Lana Lang auf und gehörte zur Hauptbesetzung. Nach Ende der siebten Staffel absolvierte sie noch einige Gastauftritte.
Im Jahr 2003 bekam sie ihre erste Filmrolle, einen kurzen Auftritt im Film Eurotrip, in dem u. a. Scott Mechlowicz und Michelle Trachtenberg mitspielten. Gedreht wurde der Film in Prag, am 20. Februar 2004 fand die Premiere statt. Im Sommer 2004 nahm Kreuk am Casting des SciFi-Channels für die Serie Legend of Earthsea mit Shawn Ashmore und Danny Glover teil. Die Serie basiert auf den Romanen von Ursula K. Le Guin. Kreuks Rolle, Tenar, ist Schülerin der Hohepriesterin Thar of the Tombs of Atuan (gespielt von Isabella Rossellini) und auch die Angebetete von Ashmores Charakter. Die Serie wurde in Vancouver unter der Regie von Robert Lieberman gedreht, Co-Produzent war Lawrence Bender. Die Erstausstrahlung fand am 13. Dezember 2004 statt.
Im April 2005 stand Kreuk für die Dreharbeiten zu Partition vor der Kamera, einem epischen Film, der von der Beziehung zwischen dem britisch-indischen Soldaten Gian Singh (gespielt von Jimi Mistry) und der weißen 17-jährigen Naseem (gespielt von Kreuk) handelt. Als Drehorte dienten Afrika, Indien und England. 2009 übernahm Kreuk die Hauptrolle im Film Street Fighter: The Legend of Chun-Li, der auf der gleichnamigen Computerspielreihe basiert. Der Film kam im Februar 2009 in die US-Kinos.
Von 2012 bis 2016 spielte Kreuk die Rolle der Catherine Chandler in der US-Serie Beauty & the Beast, wofür sie 2013 einen People’s Choice Award als beste Hauptdarstellerin einer Sci-Fi-Serie gewann.

### Sonstige Aktivitäten
Der Kosmetikhersteller Johnson & Johnson machte Kreuk 2002 zum Werbegesicht für eine weltweite Werbekampagne.

## Filmografie

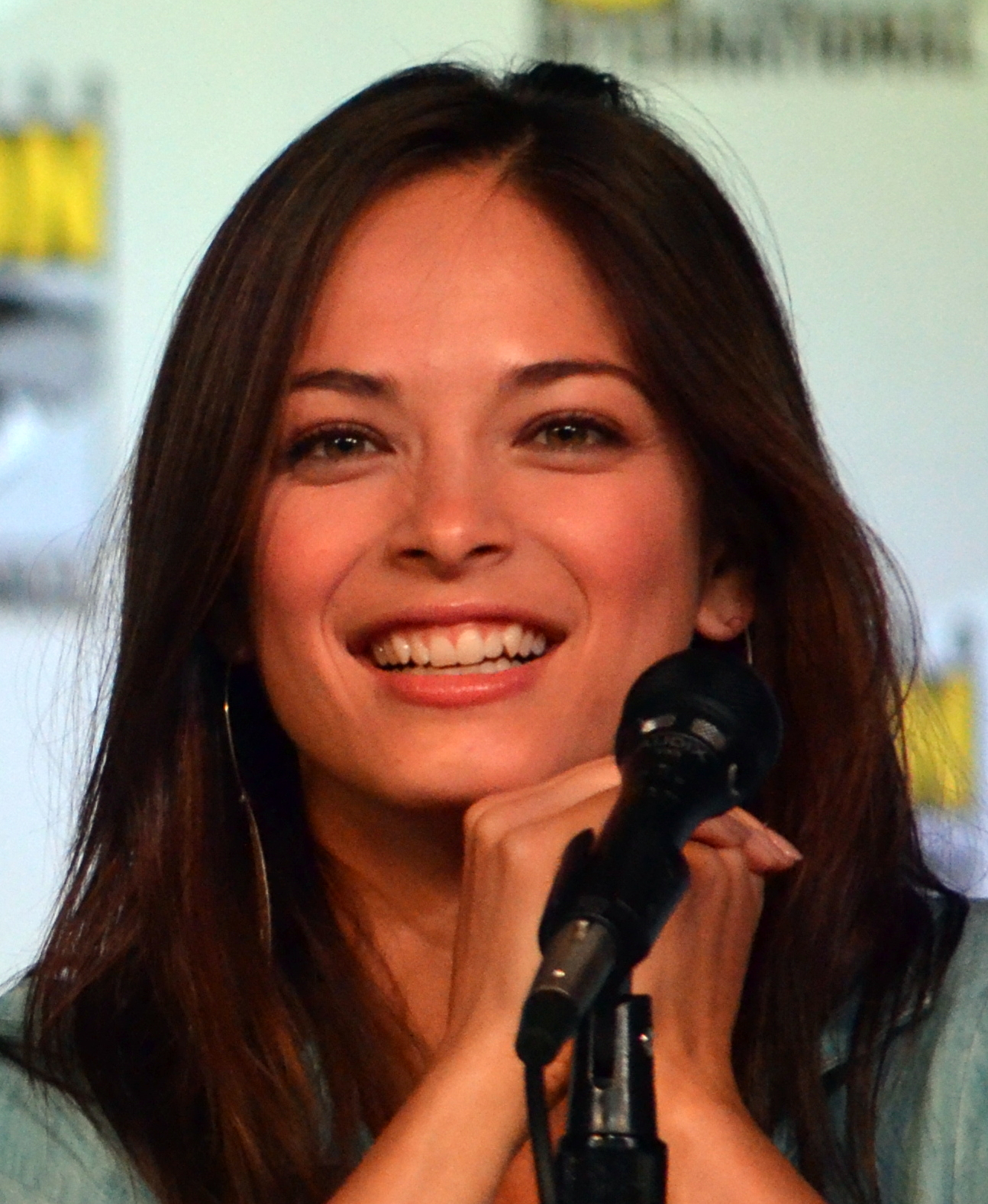
Kristin Kreuk bei der Comic-Con (2012)

- 2001–2005: Edgemont (Fernsehserie, 70 Folgen)
- 2001–2009: Smallville (Fernsehserie, 158 Folgen)
- 2001: Snow White
- 2004: Eurotrip (EuroTrip)
- 2004: Earthsea – Die Saga von Erdsee (Earthsea)
- 2005: Partition
- 2009: Street Fighter: The Legend of Chun-Li
- 2010: Ben Hur
- 2010: Chuck (Fernsehserie, vier Folgen)
- 2011: Irvine Welsh’s Ecstasy
- 2011: Vampire
- 2012: Space Milkshake
- 2012–2016: Beauty and the Beast (Fernsehserie, 70 Folgen)
- 2015: Robot Chicken (Fernsehserie, Folge 8x02, Stimme)
- 2017: The Emissary (Kurzfilm)
- 2018–2021: Burden of Truth (Fernsehserie, 34 Folgen)
- 2021: Vier Freunde und die Geisterhand (Ghostwriter, Fernsehserie, drei Folgen)
- 2022: Reacher (Fernsehserie, vier Folgen)
- seit 2024: Murder in a Small Town (Fernsehserie)